# Літаратура і Мастацтва (РИУ)
«Литература и Искусство» (бел. «Літаратура і Мастацтва») — белорусское редакционно-издательское учреждение, основанное в 2002 году. Основатель — Министерство информации Республики Беларусь. Закрыто в ноябре 2012 года в связи с реорганизацией.

## История
Издательство «Литература и Искусство» основано в 2002 году Министерством информации Республики Беларусь. Выпускало литературно-художественные и общественно-политические журналы «Полымя», «Маладосць», «Бярозка», «Нёман», «Вожык», газету «Литература и искусство». Издавало широкий книжный профиль: художественная и документальная литература, историческая, краеведческая, учебная, для детей среднего и младшего возраста. Книги выходили на белорусском, русском, английском, и немецком языках.
Основным направлением издательства являлось просвещение читателей, знакомство их с лучшими произведениями как национальной, так и мировой литературы, воспитание в человеке патриотических чувств, национального самосознания, уважения к своей земле, истории и культуре.
В ноябре 2012 года подразделения РИУ вошли в состав нового редакционно-издательского учреждения «Издательский дом «Звязда»».
РВУ «Литература и искусство» издавало художественную, документальную, историческую, краеведческую, учебную литературу, литературу для детей среднего и младшего возраста. Изданы серии «Переходный век», «Лимский фольварк», «Свет прошлого» и другие. Были реализованы проекты «Мы белорусы», «В поисках утраченного», «Синяя книга в творчестве белорусских писателей», «Сто лиц белорусской истории», «Свет прошлого», «Библиотека мировой литературы». Ежегодно издавалось более 50 книг на белорусском, русском, английском и немецком языках, средний тираж каждой — 1200 экземпляров.

## Директора РИУ
- Сергей Костян (2002)
- Таисия Бондарь (2002—2005)
- Алесь Карлюкевич (2006—2011)
- Алесь Бадак (2011—2012 — в качестве первого заместителя директора)